# Muma pădurii
 (décembre 2020).
 (juillet 2014).
Dans le folklore roumain, Muma pădurii (prononciation roumaine : [muma pədurij]) est une vieille femme laide.

## Étymologie
Muma pădurii signifie littéralement « la mère de la forêt », même si Muma est une version archaïque de « maman » (mère), qui a une connotation de conte de fées pour le lecteur roumain[pas clair].

## Description
Muma pădurii est un esprit de la forêt dans le corps d'une femme très laide et vieille. Elle vit dans une terrible petite maison cachée et sombre.
Parfois, elle a la capacité de changer de forme et kidnappe les petits enfants pour les asservir. 
Dans l'une des histoires populaires, similaire à Hansel et Gretel, elle essaie de faire bouillir une petite fille vivante dans une soupe. Mais le frère de la petite fille déjoue Muma pădurii et la pousse dans le four. 
Au lieu de dire « elle est moche » , les Roumains disent parfois « elle ressemble à Muma pădurii ».
Son rôle est d'attaquer les enfants, et de ce fait, une grande variété de sorts sont utilisés contre elle[Lesquels ?].